# 11 bodů v Negevu
11 bodů v Negevu (hebrejsky: 11 הנקודות, transkripcí 11 ha-nekudot) byla akce Židovské agentury v roce 1946, jejímž cílem bylo vytvořit židovské osídlení v Negevské poušti před jakýmkoliv dělením Britského mandátu Palestina. Operace následovala zveřejnění plánu Morrison-Grady (britsko-americká komise pod vedením Herberta Morrisona a Henryho Gradyho) na rozdělení Palestiny, podle něhož měl Negev připadnout arabskému státu, a který židovské osídlení v této oblasti zakazoval. Židovská agentura, Židovský národní fond, Hagana a vodárenská společnost Mekorot se tak rozhodli osídlit Negev židovskými osadníky s nadějí, že bude získán pro židovský stát.
Osady vznikly v noci z 5. na 6. října 1946 po konci židovského svátku Jom kipur za pomoci osadníků z již existujících kibuců, jako Ruchama a Gvulot.
Muzeum, které dokumentuje vytvoření těchto jedenácti bodů, se nachází v kibucu Revivim. V roce 1996 vydala Izraelská pošta známku k padesátému výročí založení těchto osad.

## Seznam osad
Mezi těchto jedenáct osad patřily osady:
- Be'eri
- Gal On
- Chacerim
- Kedma
- Kfar Darom
- Mišmar ha-Negev
- Nevatim
- Nirim
- Šoval
- Tkuma
- Urim